# Luhta Sportswear Company
Luhta Sportswear Company (jusqu'en 2016 L-Fashion Group Oy, jusqu'aux années 1990 Luhta Oy) est un groupe du secteur de l'habillement basé à Lahti en Finlande,.

## Histoire
Fondée à Lahti en 1907 par Vihtori Luhtanen, Luhta est la plus grande entreprise de mode de Finlande.
Luhta a commencé comme une entreprise artisanale, a été constituée en 1937 sous le nom de V. Luhtanen Oy et plus tard Luhta Oy.
Dans les années 1990, le nom est devenu L-Fashion Group après le rachat de Rukka, Torstai, Big-L, J.A.P et Beavers, qui regroupés en unités commerciales distinctes.
En 2016, le nom devient Luhta Sportswear Company.

## Distribution
En plus de la plus ancienne marque Luhta, le groupe possède les marques Ril's, Rukka, Icepeak et James.
En outre, le groupe comprend L-Fashion House, spécialisée dans le commerce, et la chaîne de magasins Aleksi 13.
En 2022, Luhta compte 82 boutiques et plus de 7000 points de vente dans 50 pays.
Les principaux pays d'exportation de Luhta sont l'Allemagne, la Russie, la Suède, les Pays-Bas et la France.

## Distinctions
En 2012, L-Fashion Group a reçu le Prix de l'internationalisation du Président de la République. L'ancienne société, V. Luhtanen Oy, avait reçu le même prix en 1970, à l'époque sous le nom de Prix du président de la République à l'exportation.